# Албешть (комуна, Муреш)
Албешть, Албешті (рум. Albești) — комуна у повіті Муреш в Румунії. До складу комуни входять такі села (дані про населення за 2002 рік):
- Албешть (3064 особи) — адміністративний центр комуни
- Бирлібешоая
- Бою (1522 особи)
- Валя-Албештіулуй (234 особи)
- Валя-Деїй (4 особи)
- Валя-Шапартокулуй (223 особи)
- Жаку (15 осіб)
- Цопа (361 особа)
- Шапарток (43 особи)

Комуна розташована на відстані 222 км на північний захід від Бухареста, 40 км на південний схід від Тиргу-Муреша, 112 км на південний схід від Клуж-Напоки, 87 км на північний захід від Брашова.

## Населення
За даними перепису населення 2002 року у комуні проживали 5466 осіб.
Національний склад населення комуни:
| Національність   | Кількість осіб | Відсоток |
| ---------------- | -------------- | -------- |
| румуни           | 3558           | 65,1%    |
| угорці           | 1174           | 21,5%    |
| цигани           | 712            | 13,0%    |
| німці            | 11             | 0,2%     |
| українці         | 4              | 0,1%     |
| росіяни-липовани | 4              | 0,1%     |
| італійці         | 2              | < 0,1%   |
| серби            | 1              | < 0,1%   |

Рідною мовою назвали:
| Мова       | Кількість осіб | Відсоток |
| ---------- | -------------- | -------- |
| румунська  | 3676           | 67,3%    |
| угорська   | 1166           | 21,3%    |
| циганська  | 605            | 11,1%    |
| німецька   | 10             | 0,2%     |
| російська  | 4              | 0,1%     |
| українська | 3              | 0,1%     |
| італійська | 2              | < 0,1%   |

Склад населення комуни за віросповіданням:
| Релігія                                       | Кількість осіб | Відсоток |
| --------------------------------------------- | -------------- | -------- |
| православні                                   | 4097           | 75,0%    |
| реформати                                     | 965            | 17,7%    |
| римо-католики                                 | 194            | 3,5%     |
| унітарії                                      | 84             | 1,5%     |
| адвентисти                                    | 56             | 1,0%     |
| п'ятдесятники                                 | 15             | 0,3%     |
| лютерани                                      | 14             | 0,3%     |
| бретрени                                      | 12             | 0,2%     |
| лютерани (Синодально-пресвітеріанська церква) | 12             | 0,2%     |
| баптисти                                      | 8              | 0,1%     |
| греко-католики                                | 4              | 0,1%     |

## Персоналії
- Колотило Михайло — провідник Буковинського обласного проводу ОУН, православний священник. Служив на місцевій парафії.

## Зовнішні посилання
- Дані про комуну Албешть на сайті Ghidul Primăriilor [Архівовано 15 травня 2012 у Wayback Machine.]